# Teoria de la cerca
La teoria de la cerca estudia el comportament dels mercats quan hi ha friccions. Els models que integren aquesta teoria es caracteritzen, majoritàriament, per incorporar el fet que els agents necessiten temps per conèixer les seves possibilitats d'intercanvi en els mercats. Aquesta fricció és important en certs mercats, com el de treball. Per tal d'incloure-la en l'anàlisi econòmica, el supòsit clau és el supòsit d'informació imperfecta. S'aplica principalment en l'estudi dels mercats financers, el mercat de treball, l'economia monetària i en disseny de mecanismes.

## Models
Els primers models sobre cerca de treball els desenvoluparen McCall (1970) i Mortensen (1970). Aquest tipus de models se centren únicament en el comportament del treballador i s'anomenen models bàsics o parcials per diferenciar-los dels models d'equilibri posteriors. En el model bàsic el treballador que està a l'atur rep ofertes de feina a una certa taxa. Quan rep una oferta, el treballador ha de triar entre acceptar la feina amb el salari que li ofereixen o rebutjar-la i esperar a trobar una feina millor. Per tant, l'estratègia del treballador consisteix a establir un salari de reserva per sota del qual rebutjarà les ofertes de feina. Aquests supòsits sobre el funcionament del mercat de treball impliquen que la taxa a la que el treballador surt de l'atur, anomenada hazard rate, depèn del nivell d'ingressos del treballador quan està a l'atur, de la durada esperada de les feines i de la taxa a la que rep ofertes degut a l'impacte d'aquestes variables sobre el salari de reserva. Segons aquest model, la hazard rate és major si els ingressos que rep el treballador quan està a l'atur són menors o si la durada de les feines és menor. La taxa a la qual el treballador rep ofertes de feina té un efecte indeterminat, però segons l'evidència empírica quan aquesta taxa és major, també és major la hazard rate.
Els models d'equilibri sobre cerca de treball (en anglès equilibrium search models) es basen en el model parcial però també modelitzen el comportament de les empreses i la determinació dels salaris. Un enfocament molt utilitzat és el que introduïren Burdett i Mortensen (1998), on s'inclou el supòsit que els treballadors continuen buscant noves feines mentre estan empleats. Amb aquest supòsit el model genera heterogeneïtat en els salaris, fins i tot per a treballadors amb les mateixes qualificacions i habilitats. El model també és consistent amb altres aspectes de l'evidència empírica: la major part dels canvis de feina comporten millores salarials i el salari que guanya un treballador va augmentant amb el temps que participa en el mercat de treball. En aquest model, els treballadors amb un menor salari de reserva són els que estan a l'atur. Això vol dir que, en equilibri, les empreses no oferiran salaris menors al salari de reserva dels aturats perqùe ningú acceptaria un salari tan baix, i per tant, el model també és consistent amb l'evidència que la probabilitat que un treballador a l'atur accepti una oferta de feina és pròxima a 1.

## El subsidi d'atur
Un aspecte analitzat és l'impacte del subsidi d'atur sobre la hazard rate. Si el treballador compleix els requisits per rebre'l, quan major és el subsidi menor és la hazard rate. Tanmateix, si el treballador no compleix els requisits, l'efecte sobre la hazard rate és positiu. Els models basats en la teoria de la cerca impliquen que el subsidi d'atur òptim ha de tenir una taxa de reposició elevada inicialment però decreixent en el temps. Un element important en aquest conext és el risc moral. D'altra banda, els estudis empírics mostren que la quantia del subsidi té un efecte modest sobre la duració mitjana de l'atur mentre que la duració del subsidi té un impacte més important.

## La participació en el mercat de treball
En el marc de la teoria de la cerca, la decisió de participar o no en el mercat de treball té unes implicacions especials que manquen a la teoria neoclàssica de l'oferta de treball. En aquesta última, si el salari del mercat és el salari competitiu, tothom que vol treballar ho pot fer, no és possible l'atur. Per tant, les persones que no participen en el mercat de treball no volen treballar al salari existent. En canvi, en la teoria de la cerca, participar en el mercat de treball implica romandre un temps a l'atur dedicant temps i esforços buscant feina. En aquest cas, es pot considerar que hi ha dos tipus de persones que no participen en el mercat de treball: aquelles que no volen treballar al salari vigent, com en la teoria neoclàssica de l'oferta de treball, i aquelles per a qui no els surt a compte el temps destinat a la cerca però que si rebessin una oferta de feina l'acceptarien. Aquests últims es coneixen com a treballadors desanimats.
Donat que només es considera població a l'atur les persones que volen treballar i busquen feina activament, la informació que proporciona la taxa d'atur sobre les condicions del mercat de treball és incompleta. Per aquest motiu, se sol complementar amb un altre indicador, la taxa d'ocupació.